# Minúscula 3
Minúscula 3 (en la numeración Gregory-Aland), δ 253 (Soden) es un manuscrito griego en minúsculas del Nuevo Testamento en pergamino. Es datado paleográficamente en el siglo XII. Fue uno de los manuscritos utilizados por Erasmo.
Anteriormente era conocido como Codex Cosendocensis.

## Descripción
El códice contiene la totalidad del Nuevo Testamento, excepto el Libro de Apocalipsis, en el siguiente orden: Evangelios, Hechos de los Apóstoles, epístolas generales y epístolas paulinas en 451 hojas de pergamino, con tamaño de 24.5 cm por 17.5 cm. El texto está escrito en una columna por página, 24 líneas por página (16.3 cm por 10.2 cm), en tinta negra. Tiene iota adscrita.
El texto de los Evangelios está dividido de acuerdo a los κεφαλαια (capítulos), cuyos números se colocan al margen del texto, y los τιτλοι (títulos) en la parte superior de las páginas. También hay una división de acuerdo con las más pequeñas Secciones Amonianas (en Marcos 234; 16:9), con referencias a los Cánones de Eusebio.
Contiene la Epistula ad Carpianum, las tablas de los Cánones de Eusebio, tablas de los κεφαλαια (tablas de contenido) antes de cada libro, Prolegómenos, ilustraciones (en Juan con Prócoro), y el Aparato Eutaliano en Hechos y las epístolas generales. Las suscripciones al final de cada libro fueron añadidas por una mano posterior.

## Texto
El texto griego del códice es representativo del tipo textual bizantino, con excepción de las epístolas generales. Hermann von Soden lo clasificó en la familia textual Kx. Aland lo colocó en la Categoría V. Según el Perfil del Método de Claremont pertenece a la familia textual Kx en Lucas 1 y Lucas 20. En Lucas 10, ningún perfil se hizo.
El texto de la perícopa de la adúltera (Juan 7:53-8:11) es omitido, sin ninguna marca.

## Historia
El manuscrito es datado por el INTF en el siglo XII.
Radulfo o Roland de Rivo presentaron este manuscrito del monasterio de la Virgen María en el pueblo de Corsendonck, cerca de Turnhout. Más tarde perteneció al monasterio de la Orden Dominicana en Basilea.
Fue utilizado por Erasmo en su segunda edición del Novum Testamentum en 1519. Fue recopilado por J. Walker para Bentley. Esta recopilación nunca fue publicada. También fue cotejada por Wettstein. Wettstein arguyó que el manuscrito es una alteración del latín.
El manuscrito fue examinado también por Treschow, Alter y John Wordsworth. El manuscrito no fue citado en las ediciones Nestle-Aland del Novum Testamentum Graece.
Alter lo utilizó en su edición del texto griego del Nuevo Testamento.
El códice ahora se encuentra en la Biblioteca Nacional de Austria (Cod. Supl. Gr. 52) en Viena.

## Lectura adicional
- Treschow, H.G. (1773). Testament Descriptionis codicum veterum aliquot Graecorum Novi Foederis manuscriptorum. Copenhague. pp. 85-88.
- Wordsworth, J. (1883). Old Latin biblical Texts. Nr. 1. Oxford. pp. XXIII-XXVI and 55-67.

- Datos: Q155146
- Multimedia: Minuscule 3 / Q155146